# Fonds voor Wetenschappelijk Onderzoek - Vlaanderen
Het Fonds voor Wetenschappelijk Onderzoek - Vlaanderen (FWO) is een Vlaamse stichting van Openbaar Nut die het fundamenteel wetenschappelijk onderzoek, strategisch basisonderzoek, toegepast biomedisch onderzoek en (middel)zware onderzoeksinfrastructuur in Vlaanderen financiert.

## Missie van het FWO
Het FWO ondersteunt fundamenteel en strategisch wetenschappelijk onderzoek. Het financiert excellente en beloftevolle onderzoekers en onderzoeksprojecten na een interuniversitaire competitie. Onafhankelijke binnen- en buitenlandse experten staan in voor de evaluatie op basis van peer review. De selectie gebeurt volgens een bottom-up principe en verloopt interuniversitair.
Het FWO richt zich tot onderzoekers in alle wetenschappelijke disciplines. Daartoe ondersteunt het individuele onderzoeksmandaten op zowel pre- als postdoctoraal niveau en onderzoeksprojecten voor onderzoeksploegen van Vlaamse universiteiten en andere erkende kennisinstellingen.
Het FWO stimuleert daartoe ook internationale samenwerking en bevordert internationale mobiliteit door onderzoekers de kans te geven ervaring op te doen te midden van of samen te werken met internationale onderzoeksgroepen of door onderzoekers uit het buitenland aan te trekken.
Het richtinggevende criterium voor het FWO is de uitmuntende kwaliteit van de onderzoeker en het onderzoeksvoorstel, ongeacht de wetenschappelijke discipline, de onthaalinstelling, het gender of de politieke of religieuze overtuiging van de onderzoeker. Gezinsvriendelijke bepalingen en flexibele werkomstandigheden moeten helpen om de genderverhoudingen verder in evenwicht te brengen. Wetenschappers met een functiebeperking kunnen rekenen op extra steun voor de financiering van aangepast materiaal.

## Financiële middelen van het FWO
In 2020 beschikte het FWO over ca. 364,6 miljoen euro voor het uitvoeren van zijn opdracht. Ongeveer 88 procent van de FWO-inkomsten zijn afkomstig van de Vlaamse overheid. De overige 12 procent komen van de federale overheid. Daarnaast ontvangt het FWO middelen van bedrijven, organisaties uit erfenissen en schenkingen voor het uitreiken van wetenschappelijke prijzen of het uitvoeren van gerichte onderzoeksoproepen. Specifieke Europese programma’s biedt het aan in cofinanciering met de Europese Unie.
Het FWO schrijft zich in het wetenschapsbeleid van de Vlaamse regering en de federale regering in. Het FWO is erkend als een Vlaams extern verzelfstandigd agentschap (EVA) met een privaatrechtelijk statuut. De Vlaamse Overheid sluit om de vijf jaar een samenwerkingsovereenkomst met het FWO af. Daarin worden de doelstellingen voor de beleidsperiode vastgelegd.

## FWO Excellentieprijzen
De schenkingen en erfenissen financieren ook de vijfjaarlijkse Excellentieprijzen die het FWO uitreikt (met sinds 2005 een geldwaarde van € 100.000, daarvoor € 75.000). Deze FWO-Excellentieprijzen worden toegekend in de vijf grote wetenschapsdomeinen. Onderzoekers kunnen zich niet zelf kandidaat stellen, maar worden voorgedragen door collega’s uit binnen- of buitenland. Een onafhankelijke jury van internationale topwetenschappers onderzoekt de voordrachten en selecteert per domein één laureaat. De prijzen zijn genoemd naar voormalige wetenschappers en hun weldoeners die hun werk en inzet voor de wetenschap met een legaat wilden laten voorleven. De eerste uitreiking vond plaats in 1960.
- De prijs Dr. A. De Leeuw-Damry-Bourlart voor exacte wetenschappen.
  - 2005: Prof. Victor V. Moshchalkov (KU Leuven)
  - 2010: Prof. Dirk Inzé (UGent)
  - 2015: Prof. Gustaaf Van Tendeloo (UA)
  - 2020: Prof. Conny Aerts (KU Leuven)
- De prijs Dr. A. De Leeuw-Damry-Bourlart voor toegepaste wetenschappen.
  - 2005: Prof. Willy Verstraete (UGent)
  - 2010: Prof. Bart De Moor (KU Leuven)
  - 2015: Prof. Luc Van Gool (KU Leuven)
  - 2020: Prof. Wout Boerjan (VIB - UGent)
- De prijs Dr. Joseph Maisin voor fundamenteel biomedische wetenschappen.
  - 2005: Prof. Bart De Strooper (KU Leuven)
  - 2010: Prof. Peter Carmeliet (KU Leuven)
  - 2015: Prof. Peter Vandenabeele (UGent)
  - 2020: Prof. Bart Lambrecht (VIB - UGent)
- De prijs Dr. Joseph Maisin voor klinisch biomedische wetenschappen.
  - 2005: Prof. Frans Van de Werf (KU Leuven)
  - 2010: Prof. Paul Rutgeerts (KU Leuven)
  - 2015: Prof. Greet Van den Berghe (KU Leuven)
  - 2020: Prof. Guy Boeckxstaens (KU Leuven)
- De prijs Ernest John Solvay voor taal-, cultuur-, maatschappij- en gedragswetenschappen.
  - 2005: Prof. Ronny Lesthaeghe (VUB)
  - 2010: Prof. Sonja Snacken (VUB en UGent)
  - 2015: Prof. Marc Leman (UGent)
  - 2020: Prof. Johan Wagemans (KU Leuven)

Het F.R.S.-FNRS deelt ook prijzen (met dezelfde naam) uit.

## Beleid en bestuur van het FWO
Het beheer van het FWO wordt uitgeoefend door een raad van bestuur, waarvan de leden worden aangesteld door de Vlaamse Regering. Van de in totaal twaalf leden worden er acht voorgedragen door Vlaamse universiteiten en de strategische onderzoekscentra en vier leden als onafhankelijke bestuurders worden voorgedragen door de raad van bestuur zelf. Daarnaast zijn het auditcomité, het raadgevend comité voor de financiën en het benoemings- en remuneratiecomité belast met het toezicht op specifieke aspecten van de organisatie.
Het dagelijks bestuur wordt uitgeoefend door het directiecomité onder leiding van de secretaris-generaal. De werkgroep onderzoeksbeleid treedt op als beleidsvoorbereidend orgaan en omvat naast de leden van het directiecomité vertegenwoordigers van de Vlaamse universiteiten en de strategische onderzoekscentra.